# 파이어플라이 (항공사)
파이어플라이(영어: Firefly)는 말레이시아의 저비용 항공사이자 지역 항공사로 말레이시아 셀랑고르 주 수방에 본부를 두고 있으며, 2007년에 설립되었다.

## 보유 기종
- 2019년 8월 기준으로 파이어플라이는 다음과 같은 기종을 보유하고 있으며 평균 기령은 5년이다.[2][3]

### 퇴역 기종
- ATR 72-600
- 보잉 737-800
- 보잉 737-400
- 포커 50